# Gregorio Peralta
Gregorio Manuel Peralta (Santa Fe, 8 maggio 1935 – 3 ottobre 2001) è stato un pugile argentino. 
Combatté nei pesi massimi e mediomassimi, negli anni cinquanta, sessanta e settanta.

## Biografia
A livello internazionale è ricordato per diversi incontri, tra i quali figura quello con il campione peruviano Mauro Mina, combattuto a Lima, il 15 giugno del 1960. L'incontro, molto atteso in quanto metteva di fronte i migliori pesi massimi latinoamericani dell'epoca, si concluse con la vittoria di Mina per KO all'ottavo round.
Il 4 agosto 1962 divenne campione argentino dei pesi massimi, sconfiggendo José Giorgetti. Perse il titolo il 4 settembre del 1965, sconfitto da Oscar Bonavena.
Negli Stati Uniti esordì con una vittoria di grande prestigio, forse la più importante della sua carriera, contro il campione mondiale dei mediomassimi Willie Pastrano, sconfitto in dieci riprese il 20 settembre 1963 a Miami, in Florida, in un incontro non valevole per il titolo.
In seguito sconfisse, tra gli altri, per due volte il quotato Wayne Thornton. Questi, nel secondo match gli procurò una grave ferita all'occhio sinistro, che gli avrebbe causato inconvenienti anche nel successivo incontro.
Il 10 aprile 1964, infatti, Peralta incontrò nuovamente Pastrano, con in palio il titolo mondiale dei mediomassimi. L'incontro si concluse con la vittoria di Pastrano per intervento medico alla sesta ripresa, essendosi riaperta la precedente ferita procuratagli da Thornton. Al momento dell'interruzione, i due giudici vedevano il campione mondiale in vantaggio di due riprese e l'arbitro un incontro pari.
Anche negli ultimi anni della sua carriera Peralta ebbe l'opportunità di affrontare avversari di grande valore, come il futuro campione del mondo dei massimi George Foreman, che incontrò al Madison Square Garden il 16 febbraio del 1970.
All'epoca Foreman era circondato da un'aura di imbattibilità ed era famoso per essere un artista del KO: pochi pugili erano riusciti a superare due riprese in piedi contro di lui. Peralta venne largamente sconfitto ai punti, ma impressionò molto sia la critica sia il pubblico americano per il modo in cui incassò i terribili colpi dell'avversario per tutto il match, soprattutto in considerazione del fatto che all'epoca aveva già 34 anni e Foreman appena 21.
Il 6 giugno dello stesso anno, a Montevideo, batté anche il trentaduenne campione europeo dei mediomassimi Piero Del Papa, per abbandono alla quinta ripresa.
L'8 ottobre 1971, al Palacio de los Deportes di Madrid, sconfisse l'idolo locale ed ex Campione d'Europa dei pesi massimi José Manuel Urtain, per Kot all'ottavo round. Dopo di che combatté soprattutto in Germania, ritirandosi dopo un pari ottenuto contro Ron Lyle, a Francoforte, il 17 novembre 1973.